# 紀元前438年
紀元前438年（きげんぜん438ねん）は、ローマ暦の年である。
当時は、「マメルキヌス、ユッルス、キンキナトゥスが執政武官に就任した年」として知られていた（もしくは、それほど使われてはいないが、ローマ建国紀元316年）。紀年法として西暦（キリスト紀元）がヨーロッパで広く普及した中世時代初期以降、この年は紀元前438年と表記されるのが一般的となった。

## 他の紀年法
- 干支 : 癸卯
- 日本
  - 皇紀223年
  - 孝昭天皇38年
- 中国
  - 周 - 考王3年
  - 秦 - 躁公5年
  - 晋 - 哀公14年
  - 楚 - 恵王51年
  - 斉 - 宣公18年
  - 燕 - 閔公元年
  - 趙 - 襄子38年
  - 魏 - 文侯8年
- 朝鮮
  - 檀紀1896年
- ベトナム :
- 仏滅紀元 : 107年
- ユダヤ暦 : 3323年 - 3324年

## できごと

### ギリシア
- アテナイのアクロポリスにパルテノン神殿が、イクティノスとカリクラテスの指揮により、9年に及ぶ建設期間を経て完成し、奉献された。奉献は、4年に一度のアテーナーを讃える祭りであるパナテナイア祭 (Panathenaea) の際に行なわれた。
- パルテノン神殿のためにペイディアスによって制作されていたアテーナー・パルテノス (Athena Parthenos) の巨大な像が完成し、奉献された。黄金と象牙で飾られたこの像の高さはおよそ12メートルであった。
- 高名な劇作家エウリピデスの悲劇『テーレポス』がアテナイで上演された。この作品は、現存していない。

### イタリア
- サムニウム勢が、カプアを陥落させた。
- フィデナエがローマから離反し、ウェイイと連合した。

### 文学
- ギリシアの劇作家エウリピデスの悲劇『アルケスティス』がアテナイの演劇祭であるディオニューシア祭で上演された。

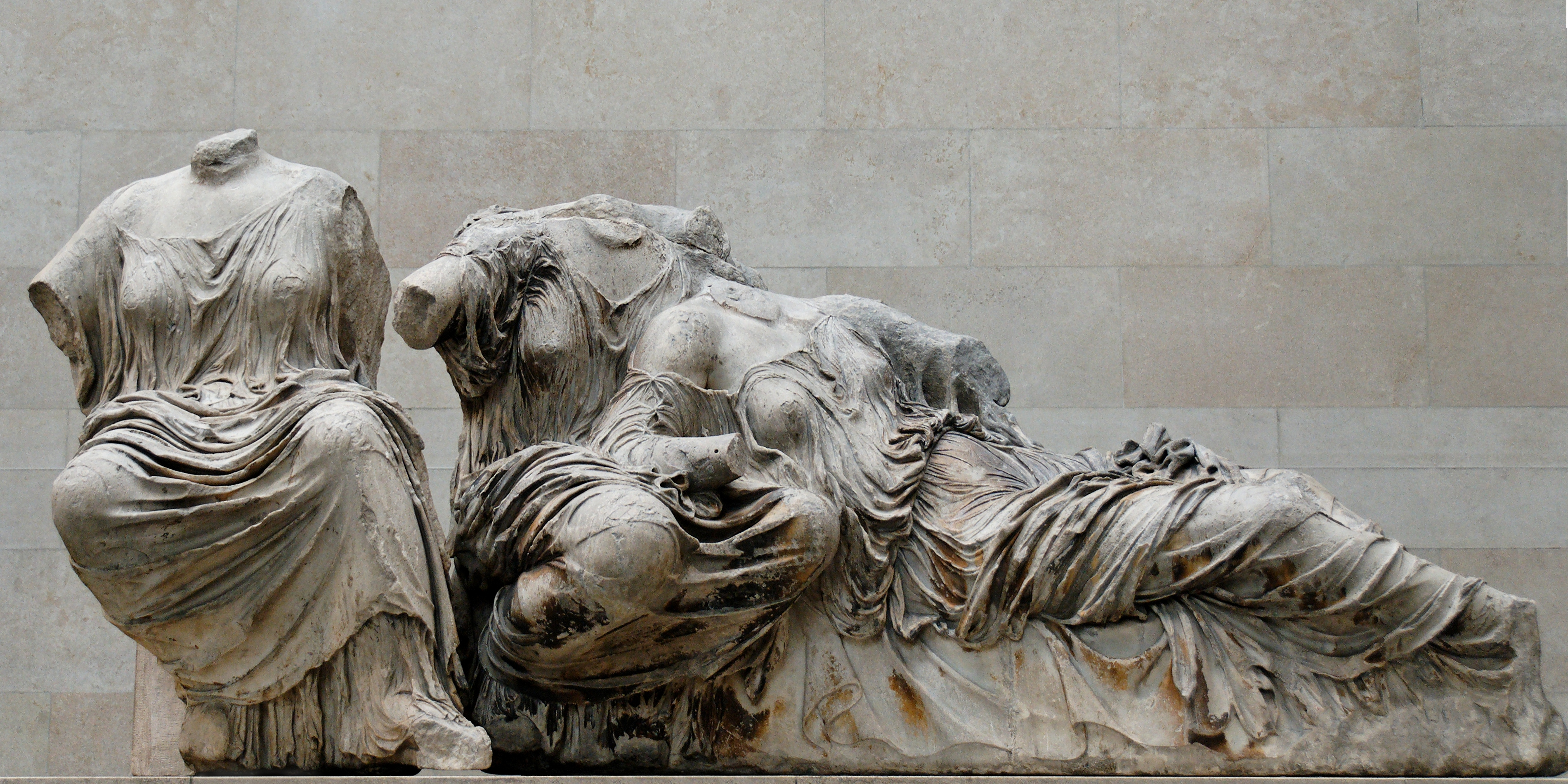
3人の女神、大英博物館

### 芸術
- パルテノン神殿の東側のペディメント（破風）に3人の女神（おそらくはヘスティアー、ディオーネー、アプロディーテー）の座像が作られた（完成は紀元前432年）。この彫刻は、現在はロンドンの大英博物館に収蔵されている。
- パルテノン神殿の北側のイオニア式フリーズ（小壁）が作られた（完成は紀元前432年）。フリーズにおいて「行進」の一部となっていた「騎手」（ロンドン、大英博物館）や「元帥たちと若い女たち」（ルーヴル美術館）など、その一部は、現在はヨーロッパ各地の博物館に保存されている。